# Centro storico di Catanzaro
Il centro storico di Catanzaro è il nucleo più antico del capoluogo calabrese. Caratterizzato da un notevole patrimonio architettonico, ha assunto buona parte del suo aspetto attuale a seguito delle opere di riassetto urbanistico intraprese dopo l'Unità d'Italia, in epoca fascista e nella seconda metà del novecento. Tuttavia, conserva l'originale conformazione del centro bizantino nei rioni sorti in epoca medievale.
Nel corso della storia ha subito ingenti danni in seguito ai numerosi terremoti che hanno colpito la regione (in particolar modo gli eventi del 1638 e del 1783) e in seguito ai bombardamenti del 1943 ad opera degli Alleati.
È il centro culturale della città. Nel suo perimetro sorgono i principali luoghi di culto, tre teatri, quattro musei e si svolgono alcuni fra i principali eventi del territorio.
Da un punto di vista amministrativo, è incluso nel quartiere Catanzaro Sud che con il quartiere Catanzaro Nord (Stadio e San Leonardo) formava la seconda circoscrizione cittadina.

## Storia

### Le origini della città e il medioevo
Le origini di Catanzaro sono incerte. Sicuramente la città ha origini bizantine. Secondo alcune fonti, la fondazione si deve a due mitici militari bizantini, Cattaro e Zaro, che nell'804 guidarono la popolazione costiera magno-greca sul Triavonà, con lo scopo di ripararsi dalle incursioni saracena. Altre fonti attribuiscono la nascita di Catanzarium (o Catanzaron) al generale bizantino Flagizio, il quale, in egual modo, portò in salvo la sua gente. Il primo nucleo della città è considerato il quartiere Grecìa, chiamato così perché vi si stabilì la popolazione greca. Esso fu caratterizzato dalla presenza di alcune chiese, di cui due dedicate a San Nicolò, al quale i greci erano particolarmente devoti. La città si dotò di un sistema difensivo che prevedeva un muro di cinta e delle porte; le principali erano la porta Granara a sud e la Porta di Pratica ad occidente.

La Porta di mare, anticamente Granara, demolita nel 1936.

Nel 1055 la città fu conquistata dal condottiero normanno Roberto il Guiscardo che nel 1060 fece erigere un castello all'estremità dell'abitato, sulla cima di uno dei tre colli su cui sorge il centro storico della città. La posizione naturale strategica della fortezza, circondata da torri e da una cinta muraria, la rese difficile da espugnare. I normanni introdussero, nel 1072, l'arte della lavorazione della seta in città, che ben presto rese famosa Catanzaro e i suoi velluti in tutto il mondo.
Nel 1073 arrivarono in Calabria gli ebrei. A Catanzaro vi si stabilì oltre il dieci per cento del totale, il quale fu ghettizzato nel quartiere della Giudecca, nei pressi della via Mesa, il principale asse viario del centro medievale. Nonostante la difficile integrazione con la popolazione locale anche a causa delle leggi irriguardose nei loro confronti, gli ebrei dettero un notevole impulso al commercio dei tessuti e dei damaschi prodotti nella città, favorendone il commercio in tutto il continente. In seguito al bando dal Regno di Napoli, nel 1512 lasciarono la città.
Il castello iniziò il suo declino a partire dal 1460, allorquando fu attaccato dai cittadini stanchi dei soprusi ai quali erano costretti a sottostare dal conte di Catanzaro Antonio Centelles. Prima di abbandonare la città, in seguito ad un lungo combattimento con la popolazione, lo stesso fece appiccare un incendio che divampò nel quartiere posto immediatamente ai piedi della fortezza, chiamato Paradiso. Da qual momento la zona prese il nome di Case Arse.
Oltre ai rioni Grecìa e Case Arse, in epoca medievale nacquero altri quartieri che formano l'impianto urbanistico storico della città, nei quali sono ubicati numerosi palazzi nobiliari caratterizzati da pregevoli cortili interni; fra i principali, Filanda, Stella, Pianicello, Cocole, Gelso Bianco e Montecorvino.

### Il piano Manfredi
Nel 1870 Michele Manfredi, Vincenzo Parisi e Pasquale Gigliotti ricevettero l'incarico di redigere un piano regolatore, poi messo in pratica, a partire dal 1871, dal solo Manfredi. Il piano puntava principalmente a migliorare il sistema viario: in particolare fu modificato l'assetto di via Bellavista attraverso la demolizione del cosiddetto "arco della villa", una componente della cinta muraria che delimitava la strada e furono costruiti nuovi punti d'accesso intervenendo sulla collina che, nella parte settentrionale di Catanzaro, ospita il castello normanno. Il principale obiettivo era tuttavia, la creazione di un corso principale tramite l'allargamento in più punti della via Mesa, il maggiore asse viario dell'originario nucleo medievale della città, che tuttavia a causa delle ristrette dimensioni (da un minimo di cinque a un massimo di otto metri) appariva ormai inadeguato a soddisfare il crescente sviluppo commerciale e urbanistico del centro. Con questi presupposti iniziarono dunque gli interventi volti alla creazione di corso Vittorio Emanuele, l'odierno Corso Mazzini.

Corso Vittorio Emanuele (oggi Mazzini), concepito dal piano Manfredi. Si notano il Banco di Napoli, sulla sinistra, distrutto dai bombardamenti, i binari del tram, soppresso nell'immediato secondo dopoguerra, e palazzo Grimaldi-Montuori, sulla destra, sede della camera di commercio.

Il piano, le cui tavole sono scomparse, può essere ricostruito grazie ad alcune relazioni del 1877, ad alcuni stralci pervenuti ai giorni nostri e ad alcune perizie: il progetto prevedeva la demolizione, completa o parziale, di 44 edifici a est di corso Vittorio Emanuele e l'allineamento di quelli a ovest. Più specificamente, le demolizioni erano previste, oltre che sul corso, anche sulle parallele via Poerio e via Monte, con l'obiettivo di permettere l'ampliamento della carreggiata e di realizzare di un nuovo impianto simmetrico. L'obiettivo fu perseguito tramite la costruzione di edifici tuttora esistenti. Nell'area dell'antica giudecca, il quartiere ebraico, la principale azione fu l'edificazione di Palazzo Fazzari, voluto da Achille Fazzari, generale garibaldino originario di Stalettì. L'edificio viene considerato un simbolo della città ed è uno dei maggiori esempi in Calabria di architettura eclettica, caratterizzato da elementi rinascimentali della scuola fiorentina. I lavori, iniziati nel 1870, si protrassero fino al 1874.
Nel 1879 iniziarono gli interventi che interessavano l'area compresa fra Palazzo Fazzari e piazza Grimaldi, che all'epoca si chiamava piazza Mercanti, con l'espropriazione dei fabbricati interessati. Nella zona di piazza Mercanti, in particolare, era previsto l'arretramento della facciata di Palazzo Grimaldi-Montuori, sede della Camera di commercio. I lavori furono affidati ai medesimi professionisti incaricati della redazione del piano regolatore, Manfredi e Parisi, che progettarono il riassetto dei prospetti dell'imponente edificio secondo canoni ottocenteschi integrando elementi tipici dell'architettura romana e fiorentina. I successivi interventi prevedevano la modifica dell'assetto urbanistico fra Palazzo Fazzari e la zona di "fuori porte" (l'odierna piazza Matteotti) e l'omogeneizzazione del collegamento con la zona di Porta di Mare attraverso l'allineamento delle facciate principali della caserma (ex convento di San Rocco) e di Palazzo Ruggero-Raffaelli con la Chiesa di San Francesco di Paola, sulla quale fu eseguito anche un intervento di manutenzione della scalinata di ingresso.
A partire dal 1899, e fino ai primi anni del XX secolo, fu abbassata la sede stradale fra la Chiesa di San Giovanni Battista e il liceo Galluppi, del quale fu anche modificata la facciata, fu adeguata via Cavour e furono realizzati numerosi interventi a ridosso di Palazzo Fazzari.
A causa dell'inadeguatezza della nascente legislazione unitaria, delle difficili trattative per l'acquisto degli edifici, delle risicate finanze del comune e della frastagliata altimetria del centro storico, le opere furono condotte con lentezza o non furono completate. Gli ultimi lavori a essere completati furono quelli fra piazza Santa Caterina e San Rocchello, una zona nella quale numerosi proprietari si opposero all'espropriazione. In questo contesto fu edificato il palazzo dell'Intendenza di Finanza, nel 1910.

### Il periodo fascista
Un nuovo piano di modifica fu stilato durante il Ventennio fascista: Marcello Piacentini, su incarico del podestà Larussa, progettò un intervento urbanistico che prevedeva la realizzazione della Casa del Fascio, di una galleria civica, di un teatro e di numerosi uffici e case. Allo scopo di creare una piazza, si optò per la demolizione del popoloso quartiere Paesello, composto da vecchie abitazioni malfamate e caratterizzate da una scarsa condizione igienica abitate dal ceto operaio cittadino. L'intervento, eccezion fatta per lo sventramento dell'area in questione, non fu portato a termine, come non fu completata la riqualificazione della zona fra piazza Prefettura, vico Preti, via Raffaelli e la Basilica dell'Immacolata disposta nel 1939.

La zona dell'attuale piazza Prefettura all'inizio del XX secolo. In primo piano il Real Teatro S. Francesco, demolito nel 1938, sullo sfondo la Basilica dell'Immacolata e sulla destra Palazzo Morano.

L'unico edificio che vide la luce fu la sede dell'Istituto Nazionale delle Assicurazioni, nel 1936. Nello stesso anno fu demolita Porta di mare, l'antica via di accesso al centro storico in direzione sud. Quest'ultimo intervento, tuttavia, subì numerose resistenze a causa della valenza storica dell'opera.
Nel 1938, infine, fu demolito lo storico Real Teatro San Francesco, edificato nel 1830, conosciuto con l'appellativo di "San Carlino" in virtù delle analogie strutturali ed estetiche che lo legavano al San Carlo di Napoli, considerato il punto focale della cultura in città oltre che uno dei suoi simboli. L'azione fu infatti accolta con disappunto dalla popolazione, nonostante un iniziale favore.

### I bombardamenti del 1943 e la ripresa
Nell'estate del 1943, nel periodo compreso fra il 3 giugno e il 10 settembre, Catanzaro subì dei bombardamenti aerei da parte degli Alleati che causarono ingenti danni al patrimonio architettonico del centro storico. In particolare, furono gravemente danneggiati la Cattedrale, la vecchia sede della Banca d'Italia e il palazzo del Vescovo, che sorgeva in piazza Duomo. Risentirono dell'azione bellica anche una cinquantina fra abitazioni civili e palazzi storici. Se i bombardamenti che colpirono precedentemente o nello stesso periodo altre zone della città, come ad esempio la stazione di Catanzaro Sala o la zona marinara apparivano come delle azioni assolutamente strategiche e programmate, quelli che colpirono il nucleo antico della città non avevano apparentemente alcun preciso obiettivo.

Il centro distrutto dai bombardamenti.

Dopo i bombardamenti, il consiglio comunale approvò un progetto di ricostruzione redatto da Francesco Armogida, varato il 17 dicembre 1947 e autorizzato con D.M. del 4 novembre 1948. Il piano, per quel che riguarda il centro storico, prevedeva il completamento dei lavori sul corso cittadino iniziati nel XIX secolo, in particolar modo l'allargamento dell'asse viario, tramite l'abbattimento degli edifici bombardati e l'arretramento di alcuni edifici, fra i quali Palazzo Mannella e Palazzo Susanna. In questo periodo, fu portato a termine lo sventramento del lato est di corso Mazzini, di fronte al cinquecentesco palazzo del Liceo Galluppi; nell'area in questione furono edificati il Teatro Comunale, nel 1953, e il complesso architettonico di galleria Mancuso, nel 1959, entrambi opere dell'architetto catanzarese Saul Greco.
Nel 1952 iniziano i lavori per la redazione del piano regolatore generale, adottato il 7 novembre 1957. Lo stesso verrà approvato dal consiglio comunale solamente nel mese di dicembre del 1968, dopo la bocciatura decretata dal Ministero dell'istruzione l'anno prima a causa delle lacune presenti in materia di edilizia scolastica. Il P.R.G. agiva sulla zona centrale di Corso Mazzini, in particolar modo sull'area compresa fra la Basilica dell'Immacolata e piazza Grimaldi, prevedendo la demolizione degli edifici in precario stato conservativo, compreso il complesso edilizio Serravalle e la sua caratteristica "strettoia", col fine di migliorare la viabilità cittadina. Il piano inizialmente includeva anche massicci interventi anche in alcune zone sfuggite ai processi di riassetto urbanistico, quali il rione Cocole e la zona di via XX settembre, nei pressi del Duomo, e che quindi avevano mantenuto la loro originaria conformazione.

Il corso dopo la demolizione di Palazzo Serravalle. Oggi al suo posto sorgono i giardini Nicholas Green.

In seguito all'approvazione da parte del Ministero dei lavori pubblici, nel 1970, iniziarono gli interventi. In un'ottica di conservazione del nucleo antico della città, al progetto di abbattimento della strettoia seguì una lunga discussione. Il Ministero dei Beni Culturali e diverse voci della cultura cittadina si erano opposti al progetto di demolizione dello storico edificio ritenendo più proficuo ristrutturarlo, sottraendolo allo stato di abbandono in cui versava. Un incendio doloso del quale mai si trovarono gli autori, fece pendere la bilancia verso la decisione dell'abbattimento, avvenuta nel 1975.
Nel mese di gennaio del 1970 crollò il muro di cinta del San Giovanni, affacciato su via Carlo V, l'antico castello normanno della città che fu adibito a carcere a partire dall'unità d'Italia. A partire dalla seconda metà degli anni ottanta, si pensò al recupero degli spazi dello storico edificio. Nel 1986 iniziarono i lavori che, terminati ne 1998, dettero nuova linfa al Complesso monumentale del San Giovanni, permettendone il completo recupero strutturale e funzionale e dotando la città di un importante polo museale e culturale in generale fra i più importanti del Sud Italia.

### Il nuovo millennio
Con l'inizio del nuovo millennio, sono state intraprese una serie di azioni dirette al recupero storico e funzionale del tessuto urbano del centro antico e di alcune importanti architetture civili. Nel 2002 è stato inaugurato il Teatro Politeama, opera dell'architetto Paolo Portoghesi, struttura eclettica, moderna ed elegante che restituisce alla città un importante palcoscenico dopo la demolizione del Real Teatro San Francesco patita nel 1938.
Nel 2007, tramite l'utilizzo di fondi comunitari, viene avviata una massiccia opera di ripristino, riqualificazione e antichizzazione della pavimentazione di corso Mazzini e di alcune vie e piazze del centro storico, mediante la posa di basoli in pietra e sampietrini che sostituiscono l'asfalto. Inoltre, a più riprese, vengono riqualificate e strappate al degrado alcune zone di alcuni antichi rioni facenti parte del nucleo medievale della città (Grecìa, Case Arse, Gelso Bianco, Carmine).
Anche il complesso monumentale del San Giovanni viene sottoposto ad una consistente opera di restyling. A partire dal 2012, a distanza di oltre quarant'anni dal crollo, viene ricostruito il muro che affaccia su via Carlo V. Viene inoltre ripristinato il muro che cinge la fontana monumentale del Cavatore, uno dei simboli cittadini.
Nel 2016 iniziano i lavori per il recupero delle gallerie del San Giovanni, le segrete dell'antico castello normanno. Nel 2017 vengono inaugurate e riaperte al pubblico tramite visite guidate. Nello stesso anno viene portata a termine la riqualificazione di due importanti edifici storici che riacquistano piena fruibilità, Palazzo Fazzari e l'ex Educandato, con quest'ultimo destinato a diventare sede dell'Accademia di belle arti, nell'ambito di un piano di integrazione delle istituzioni universitarie cittadine nel tessuto del centro storico iniziato nel 2016 col trasferimento della facoltà di sociologia dell'Università Magna Græcia.

## Suddivisioni storiche

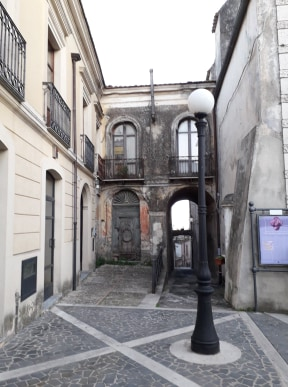
Scorcio del rione Grecìa.

Il centro storico di Catanzaro è suddiviso in numerosi rioni storici sorti durante il periodo medievale, il cui tessuto urbanistico è costituito principalmente da angusti dedali di viuzze. Quartieri di connotazione popolare, caratterizzati in passato dalla presenza di numerose botteghe e la cui toponomastica spesso è collegata all'attività artigianale che veniva svolta, a retaggi storici caratterizzanti oppure a componenti naturali. Fra i più rilevanti:
- Grecìa: primo nucleo abitato della città, vi si insediò la popolazione greca proveniente dalla costa;[3]
- Case Arse: anticamente Paradiso, il suo nome deriva dall'incendio che vi divampò in seguito alla cacciata dalla città del conte Centelles nel XV secolo.[13]
- Filanda e Gelso Bianco: i nomi di questi due rioni derivano dall'importante retaggio serico della città.[17]
- Pianicello: fra i rioni più antichi, il nome deriva dall'area pianeggiante sulla quale è edificato.[16]
- Piazza mercanti: attuale piazza Grimaldi, è posta in posizione baricentrica rispetto all'abitato; ciò vi favoriva la confluenza dei mercanti provenienti da nord e da sud. Vi sorgevano le principali attività commerciali della città.[56]
- Cocole: il nome deriva dai ciottoli che ne componevano la pavimentazione.[56]
- Montecorvino: anticamente quartiere dei vasai. Deve il suo nome ai corvi che colonizzavano la zona.[57]

## Architetture e luoghi d'interesse

### Architetture religiose
Nel centro storico sono ubicate 16 delle circa sessanta chiese cittadine:
- Cattedrale metropolitana di Santa Maria Assunta (piazza Duomo): XII secolo.
- Chiesa del Santissimo Rosario (Piazza SS. Rosario): XV secolo
- Chiesa di Sant'Omobono (via De Grazia): XI secolo.
- Basilica dell'Immacolata (c.so Mazzini): XIII secolo.
- Chiesa di San Giovanni (piazza Giuseppe Garibaldi): XV secolo.
- Chiesa di Santa Maria del Carmine (rione Grecìa): XVII secolo.
- Chiesa del Monte dei Morti e della Misericordia (via Educandato): XVII secolo.
- Chiesa di Santa Maria del Mezzogiorno (rione Pianicello): IX secolo.
- Chiesa di Santa Maria della Stella (rione Stella): XVI secolo.
- Chiesa della Maddalena (rione Maddalena): XVI secolo.
- Chiesa di Sant'Angelo de Siclis (rione Case Arse): XIII secolo.
- Chiesa di San Francesco di Paola (c.so Mazzini): XVI secolo.
- Chiesa di Sant'Anna (via De Grazia): XVIII secolo.
- Chiesa di Santa Maria de Figulis (rione Montecorvino): XIII secolo.
- Chiesa di San Nicola di Morano (via San Nicola): XIII secolo.
- Chiesa di San Rocco (c.so Mazzini): XVI secolo.

### Architetture civili
Nel nucleo antico della città sorgono anche i principali palazzi storici di Catanzaro:
- Palazzo Fazzari (c.so Mazzini): XIX secolo.
- Ex palazzo dell'amministrazione provinciale (c.so Mazzini): XX secolo.
- Palazzo Grimaldi Montuori (c.so Mazzini): XVII secolo.
- Palazzo Doria (c.so Mazzini): XIX secolo.
- Palazzo dell'Intendenza di Finanza (c.so Mazzini): XX secolo.
- Palazzo Ruggero-Raffaelli (c.so Mazzini): XVI secolo.
- Palazzo Morano (c.so Mazzini): XVI secolo
- Convitto Galluppi (c.so Mazzini): XVI secolo
- Palazzo delle poste (c.so Mazzini): XX secolo
- Palazzo Di Tocco (c.so Mazzini)
- Palazzo De Nobili (via Jannoni): XVIII secolo.
- Palazzo Alemanni (rione Montecorvino): XVIII secolo.
- Palazzo Anania (rione Cocole): XVII secolo.
- Palazzo Menichini via Raffaelli): XVI secolo
- Palazzo Rocca-Grimaldi (piazza del SS. Rosario): XVII secolo.
- Palazzo Ferrari-De Riso (via De Grazia): XVI secolo.
- Palazzo Ricca (rione Pianicello): XVI secolo.
- Palazzo Pecorini-Manzoni (rione Montecorvino): XVIII secolo.
- Palazzo di vetro (piazza Prefettura): XX secolo.
- Teatro Politeama (via Jannoni): XXI secolo.
- Teatro Masciari (piazza Le Pera): XX secolo